# Pokémon Mystery Dungeon: Explorers of Time e Explorers of Darkness
Pokémon Mystery Dungeon 2 (ポケモン不思議のダンジョン2  時の探検隊・闇の探検隊, Pokemon Fushigi no Danjon Tsū Toki no Tankentai, Yami no Tankentai) é um jogo da série Pokémon para Nintendo DS, sendo lançado em duas versões: Pokémon Mystery Dungeon: Explorers of Time e Pokémon Mystery Dungeon: Explorers of Darkness. Situado na mesma Região do antecessor Pokémon Mystery Dungeon, tem suporte para a Nintendo Wi-Fi Connection e traz os 105 dos 107 Pokémon de Quarta Geração em adição dos outros 386. Foram confirmados 16 Pokémon iniciais, apresentando Turtwig, Chimchar, Piplup e Munchlax como novos iniciais e ainda contando com todos os de Pokémon Mystery Dungeon, com exceção de Eevee, Machop, Cubone e Psyduck.

## Enredo
Um humano acorda em um mundo composto só por Pokémon e um outro o ajuda. Os dois acabam entrando em uma associação chamada de Guild (ギルド, Girudo, Guilda em inglês), que existe para procurar tesouros através do mundo para levantar fundos a Guild e também capturar e entregar criminosos procurados à polícia. Ao mesmo tempo que isso ocorre, mistérios surgem, como o porquê de o humano ter sido transformado em Pokémon e qual o segredo que ronda a pedra mística, o símbolo do jogo, que seu parceiro carrega. Chefiados por Wigglytuff e seu guarda-costas e braço-direito, Chatot, o protagonista conta com a ajuda dos empregados da Guild para capturar Grovyle, o maior criminoso de todos, e descobrir porque ele está roubando as engrenagens do tempo (Time Gears, em inglês).

## Protagonistas e Parceiros
Da mesma forma que o antecessor, o jogador deve responder a um teste de personalidade, definindo qual Pokémon será encorporado pelo jogador. Qualquer que seja o Pokémon protagonizado, a história permanecerá a mesma.
Os Pokémon iniciais desta vez são:
Bulbasaur, Charmander e Squirtle, Chikorita, Cyndaquil e Totodile,
Treecko, Torchic e Mudkip, Pikachu, Meowth, todos eles disponíveis nas primeiras versões do jogo.
Com a adição de: Piplup, Chimchar, Riolu, Turtwig, Munchlax que são os novos Pokémon da 4ª Geração.
Ainda temos a mesma regra aplicável aos seus Parceiros. Se seu tipo de Pokémon inicial for do tipo Planta, como o Turtwig, você não poderá pegar o Bulbasaur, Chikorita ou Treecko como Parceiros.
Os Natures de cada Pokémon são definidos pelo sexo, logo, a Nature que definirá o Cyndaquil macho, não será o mesmo que definirá de uma Cyndaquil fêmea.

## Diferenças em relação ao antecessor
Logo no começo do jogo, ao terminar o teste de personalidade, há ainda, a presença de outro elemento inserido no teste: a Cor da Aura, que definirá o item especial que será entregue a você. Existem uns 16 tipos de Ribbon's especiais recebidos, dependendo da Cor da Aura resultante. Qualquer um deles, elevam o Ataque, Defesa, Ataque Especial e Defesa Especial do usuário que tem a mesma Cor da Aura da Ribbon.
A Cor da Aura, é baseada nas cores do Background de seu DS, configurando através do menu do DS.
Diferentemente de Pokémon Mystery Dungeon, o objetivo das missões neste jogo é procurar tesouros escondidos em calabouços e procurar criminosos dentro deles. Isso gera uma recompensa em dinheiro que vai, em parte, para a Guild, o que ajuda a mantê-la funcionando. Também não há Friend Areas neste jogo, os locais onde Pokémon recrutados para o time aguardavam uma participação em missões. Desta vez, os recrutados são mandados para a Guild, onde sua participação em missões para a Guild pode ser feita através do liberamento deles por Chimecho. Por último, não há recebimento de missões pelo correio de Pelipper, mas sim um quadro de missões onde pode se escolher qual será feita.
No quesito gráfico, Pokémon Mystery Dungeon 2 não apresenta muitas mudanças, além de serem mais coloridos e com muito mais detalhes. Também traz a novidade dos jogos Diamond & Pearl, que são as diferenças físicas de um Pokémon Macho e de uma Pokémon Fêmea, inseridas também nestas versões de Mystery Dungeon.

## Wi-Fi Connection
Pokémon Mystery Dungeon 2 tem suporte para a Nintendo Wi-Fi Connection, onde é possível resgatar um time à longa distância que falhou em uma missão e precisa de ajuda. Provavelmente o resgate não é feito mais por códigos devido à falha no primeiro jogo de burlação de códigos e criação de resgates falsos que eram recompensados por itens raros em missões fáceis.
A função Wi-Fi das versões dos jogos (Explorers of Time/Explorers of Darkness), também serve para pode fazer downloads de Special Missions, que são disponibilizados pela Nintendo.

## Pokémon Exclusivos
Assim como nas versões anteriores de Pokémon Mystery Dungeon, existem pequenas diferenças entre uma versão e outra, assim como Pokémon exclusivos que só são encontrados dentro dela:
Eles são:
Pachirisu, Combee (Vespiqueen são encontrados em Explorers of Darkness), Celebi, Riolu, Lucario, para Explorers of Time.
Mewtwo, Burmy (Wormadam & Mothim são encontrados em Explorers of Time), Buneary, Lopunny e Rotom para Explorers of Darkness.

## A dublagem
- Matt Frewer
- Cree Summer
- Kath Soucie
- Gerard Way

## Itens Exclusivos
Outra novidade é a inserção de items de funções exclusivas, dependendo da versão do jogo, eles tem uma função distinta uma da outra.
Versão Explorers of Darkness:
1. Hardblow Seed, ao comer a semente: eleva no máximo, o Ataque e o Ataque Especial, levemente preenche a Belly;
2. Foe-Seal Orb, transforma o status dos inimigos em Paused, alcance: todo a sala.

Versão Explorers of Time:
1. Evil Seed, ao comer a semente: reduz no máximo, a Defesa e a Defesa Especial, levemente preenche a Belly;
2. Foe-Petrify Orb, transforma o status dos inimigos em Petrified, alcance: todo o andar.

{pequena nota: as Seeds e Orbs são especiais, diferente dos convencionais que se vendem nos Kecleon Shop}